# حسین اسدی
حسین اسدی کشتی‌گیر فرنگی‌کار، ورزشکار تیم ملی ایران است.
حسین اسدی در مسابقات کشتی فرنگی آسیایی بزرگسالان ۲۰۲۰ در دهلی نو در وزن ۶۷ کیلوگرم کشتی فرنگی مدال برنز را کسب کرد.

## فعالیت حرفه‌ای ورزشی

### زیر ۲۳ سال جهان ۲۰۱۸
در وزن ۶۷ کیلوگرم، حسین اسدی پس از استراحت در دور اول در دور دوم مقابل سرهی کوزوب از اوکراین با نتیجه ۱۰ بر ۲ مغلوب شد و از دور رقابت‌ها کنار رفت.

### قهرمانی کشتی آسیا ۲۰۲۰
در وزن ۶۷ کیلوگرم، حسین اسدی در دور نخست مقابل زین الدین قمراف از تاجیکستان با نتیجه ۹ بر یک پیروز شد و در دور بعد عادیل خان ساتایف از قزاقستان را با نتیجه ۸ بر صفر مغلوب کرد و راهی دیدار نیمه نهایی شد. اسدی در این مرحله با نتیجه ۵ بر یک مغلوب هان‌سو ریو قهرمان جهان از کره جنوبی شد و به دیدار رده بندی رفت. اسدی در دیدار رده بندی وزن ۶۷ کیلوگرم تسوچیکا شیمویامادا از ژاپن  را با نتیجه ۵ بر ۳ مغلوب کرد و به مدال برنز دست یافت.

### قهرمانی کشتی آسیا ۲۰۲۱
در وزن ۶۷ کیلوگرم حسین اسدی پس از استراحت در دور نخست در دور دوم با توجه به غیبت الاجامی از عراق به پیروزی دست یافت. وی در دور بعد و در مرحله نیمه نهایی با تسوچیکا شیمویامادا دارنده مدال نقره آسیا از ژاپن با نتیجه ۳ بر ۲ مغلوب شد و به دیدار رده بندی رفت. وی در این دیدار با نتیجه ۹ بر صفر آشو از هند را مغلوب کرد و به مدال برنز دست یافت.